# Batyrbek Tsakulov
Batyrbek Tsakulov (en ruso: Батырбек Цакулов; 20 de octubre de 1998) es un deportista eslovaco, nacido en Rusia, que compite en lucha libre.
Ganó dos medallas en el Campeonato Mundial de Lucha, en los años 2022 y 2024, y dos medallas de bronce en el Campeonato Europeo de Lucha, en los años 2022 y 2025.

## Palmarés internacional
| Campeonato Mundial | Campeonato Mundial      | Campeonato Mundial | Campeonato Mundial |
| Año                | Lugar                   | Medalla            | Categoría          |
| ------------------ | ----------------------- | ------------------ | ------------------ |
| 2022               | Belgrado (Serbia)       | Medalla de plata   | 97 kg              |
| 2024               | Tirana (Albania)        | Medalla de bronce  | 92 kg              |
| Campeonato Europeo |                         |                    |                    |
| Año                | Lugar                   | Medalla            | Categoría          |
| 2022               | Budapest (Hungría)      | Medalla de bronce  | 97 kg              |
| 2025               | Bratislava (Eslovaquia) | Medalla de bronce  | 97 kg              |